# Три Марии и Иван
„Три Марии и Иван“ е български игрален филм (драма) от 1986 година на режисьора Красимир Атанасов, по сценарий на Калина Ковачева. Оператор е Бойко Калев. Музиката във филма е композирана от Йонко Попов.

## Сюжет
Столичният журналист Иван (Стефан Данаилов) е изпратен в малък провинциален град да провери достоверността на фактите от едно анонимно писмо срещу героя на социалистическия труд Мария Стоилова (Невена Коканова). Тя ръководи бригада за отглеждане на тютюн. В хотела той се запознава с едно младо момиче – Мария (Катерина Евро), което е пристигнало тук, за да роди извънбрачното си дете. В бригадата на Стоилова, Иван е посрещнат враждебно, но разбира, че е прекрасен човек, а писмото е написано от завистлива колежка. В същото време Иван преживява раздяла със съпругата си, която също се казва Мария. Тези три Марии помагат на Иван до преосмисли живота си.

## Актьорски състав
- Невена Коканова – Мария Стоилова
- Стефан Данаилов – Иван
- Гинка Станчева – Дора
- Катерина Евро – Мария
- Венцислав Вълчев – Бригадирът
- Любен Чаталов – Летецът
- Румена Трифонова – Илка
- Анета Петровска – Петра
- Кина Мутафова – Николина
- Живка Пенева – Вдовицата
- Юлия Дживджорска – Донка
- Ана Гунчева – Рада
- Ангелина Самарджиева – Веса
- Иван Несторов
- Георги Делев
- Никола Добрев
- Велико Стоянов
- Таня Димитрова
- Благой Пиларски
- Томайца Петева
- Марина Маринова
- Борислав Михайлов - сервитьор